# Abisares depressus
Abisares depressus är en insektsart som beskrevs av Boris Petrovich Uvarov 1938. Abisares depressus ingår i släktet Abisares och familjen gräshoppor. Inga underarter finns listade i Catalogue of Life.